# Iurove, Olevsk
Iurove (în ucraineană Юрівська сільська рада) este o comună în raionul Olevsk, regiunea Jîtomîr, Ucraina, formată numai din satul de reședință.

## Demografie
Componența lingvistică a comunei Iurove
     Ucraineană (99,31%)
     Alte limbi (0,69%)
Conform recensământului din 2001, majoritatea populației comunei Iurove era vorbitoare de ucraineană (99,31%), existând în minoritate și vorbitori de alte limbi.